# 폴리필 (프로그래밍)
폴리필(polyfill)은 웹 개발에서 기능을 지원하지 않는 웹 브라우저 상의 기능을 구현하는 코드를 뜻한다.
기능을 지원하지 않는 웹 브라우저에서 원하는 기능을 구현할 수 있으나, 폴리필 플러그인 로드 때문에 시간과 트래픽이 늘어나고, 브라우저별 기능을 추가하는 것 때문에 코드가 매우 길어지고, 성능이 많이 저하된다는 단점이 있다.

## 예시
HTML5 shiv인터넷 익스플로러 9 이하에서 시맨틱 태그를 지원하도록 한다.
CSS3 PIE인터넷 익스플로러 9 이하에서 CSS3 둥근 모서리(border-radius) 속성을 지원하도록 한다.
FlashCanvas캔버스를 지원하지 않는 인터넷 익스플로러 8 이하에서 HTML5 캔버스를 인터넷 익스플로러 8 이하에 맞는 플래시 오브젝트로 바꾸어 나타내 준다.
MediaElement.jsaudio/video 태그를 지원하지 않는 브라우저에서, 해당 태그를 플래시로 바꾸어 표시한다.
FlexieFlex를 지원하지 않는 구형 브라우저에서 Flex CSS 옵션을 지원하도록 한다.

## 같이 보기
- 어댑터 패턴
- 래퍼 라이브러리
- 적응형 웹 디자인